# 법랑질 저형성증
법랑질 저형성증(영어: enamel hypoplasia)은 법랑질 형성기에 결함있는 법랑기질 구성으로 인해 치아에 법랑질의 양이 부족하게 형성된 것을 의미한다. 치아의 구조적 결함, 치관에 생긴 패임이나 홈 등으로 나타나며 경우에 따라 치관 일부에 법랑질이 없어 상아질이 그대로 노출되기도 한다. 법랑질 저형성증은 치열 전반에 걸쳐 나타날 수 있으나 일부 치아에만 나타날 수도 있다.
법랑질 저형성증은 인구 집단에 따라 다양하게 나타나며, 따라서 과거의 건강이나 행동 양상을 추론하는 데 사용되기도 한다. 또한 인간이 아닌 다른 동물들에게서도 이러한 병변이 발견되기도 한다.

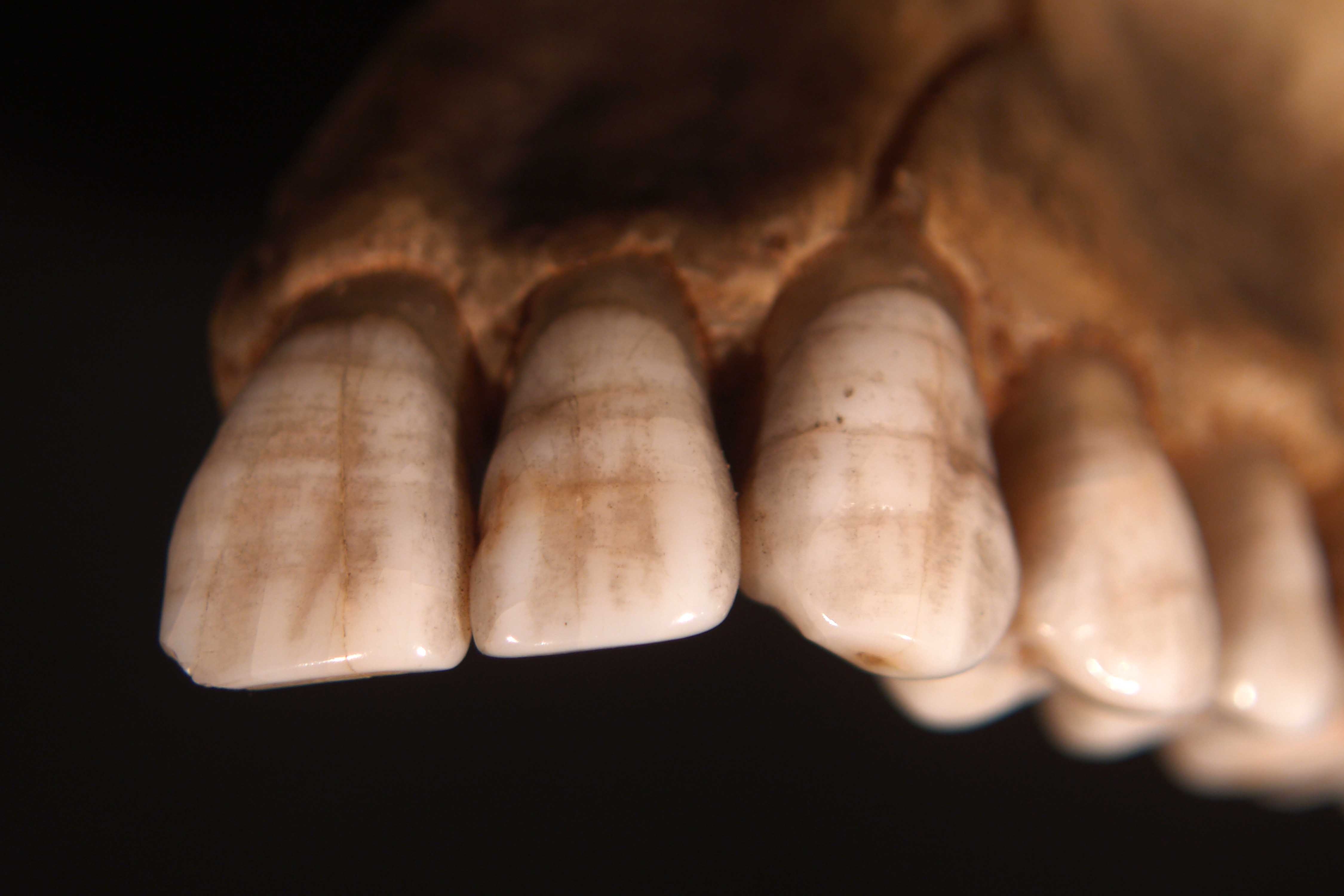
선형 법랑질 저형성을 보이는 치아의 모습. 치관 형성 중의 이러한 선형 법랑질 저형성은 유아기나 청소년기의 영양적 스트레스나 질병으로 인해 발생한다.